# Verderio Inferiore
Verderio Inferiore är en frazione i kommunen Verderio i provinsen Lecco i regionen Lombardiet i Italien. 
Verderio Inferiore upphörde som kommun den 4 februari 2014 och bildade med den tidigare kommunen Verderio Superiore den nya kommunen Verderio. Den tidigare kommunen hade 2 997 invånare (2013).